# علي فتحي
علي فتحي عمر علي (مواليد 2 يناير 1992) هو لاعب كرة قدم مصري يجيد اللعب في مركز الظهير الأيسر ويلعب حاليًا لصالح نادي الزمالك ومنتخب مصر. ومثل فتحي منتخب مصر في الألعاب الأولمبية الصيفية 2012.
لعب فتحي موسم 2015–16 مع نادي الإنتاج الحربي مُعارًا من نادي المقاولون العرب. وبعد ظهوره بشكل جيد مع الإنتاج الحربي، انضم لنادي الزمالك في يوليو 2016 بعقد يمتد لخمس سنوات.

## مسيرته الكروية
لعب علي فتحي خلال مسيرته الاحترافية مع 4 أندية في ثمانية مواسم وسجل خلالها 4 أهداف ضمن 89 مباراة. ولم يفز بأي موسم بالكأس أو بالدوري.
خاض علي فتحي مسيرته مع نادي المقاولون العرب في موسم 2010–11 ليلعب معه خمسة مواسم، مشاركًا في 61 مباراة سجل خلالها 4 أهداف. ثم انتقل إلى نادي الإنتاج الحربي في موسم 2015–16 لمدة موسم واحد، حيث شارك في 26 مباراة ولم يسجل أي هدف. لينتقل بعدها إلى نادي الزمالك في موسم 2016–17 لمدة موسم واحد، لم يشارك في أي مباراة ولم يسجل أي هدف أيضًا.

## الإنجازات
الزمالك
- كأس مصر:
  - البطل (1): 2016[6]

## روابط خارجية
- علي فتحي على موقع قاعدة بيانات كرة القدم.إي يو (الإنجليزية)
- علي فتحي على موقع ناشيونال فوتبول تيمز (الإنجليزية)
- علي فتحي على موقع أوليمبيديا (الإنجليزية)
- علي فتحي على موقع AS.com (الإسبانية)